# Gornja Košana
Gornja Košana – wieś w Słowenii, gmina Pivka. 1 stycznia 2017 liczyła 140 mieszkańców.